# Districte de Chittagong
El districte de Chittagong és una divisió administrativa de la divisió de Chittagong a Bangladesh. Té una població de 6.545.078 habitants (1991) i una superfície de 15.272 km². La capital és Chittagong.

## Subdivisions
Està dividida en quinze upaziles
1. Anwara
2. Banshkhali
3. Boalkhali
4. Chandanaish
5. Fatikchhari
6. Hathazari
7. Lohagara
8. Mirsharai
9. Patiya
10. Rangunia
11. Raozan
12. Sandwip
13. Satkania
14. Sitakunda

I 12 thanes
1. Pahartali
2. Panchlaish
3. Chittagong Kotwali
4. Chandgaon
5. Bandar
6. Double Mooring
7. Karnafuly
8. Bakoliya
9. Baijed
10. Paharthali
11. Bhujpur

## Geografia
Els rius més importants són el Fenny (límit nord), el Karnaphuli que desaigua prop de la ciutat de Chittagong, el Sangu i el Matamuhari. Els tributaris del Karnaphuli són l'Ichamati, Sylok, Halda, i Boalkhali; afluents del Sangu són el Dolu, Chandkhali i Kumira.

## Llocs interessants
- Estàtues de bronze dels segles VIII i IX
- Mesquita Fakira
- Mesquita Musa Khan (1658),
- Mesquita Kura Katni (1806),
- Mesquita Kala (segle xvi),
- Mesquita Chhuti Khan
- Mesquita Kadam Mobarak (1719),
- Mesquita Andar Killah Wali Khan (1790),
- Badar Awlia Dargah
- Mesquita Bakshi Hamid de Banshkhali (1568),
- Chittagong Court Building (1893),
- Collegiate School, museu etnològic (1974).

## Història
Chittagong era part antigament del regna hindú de Tripura però va canviar diverses vegades de mans abans de la conquesta musulmana, ja que va estar sempre en litigi entre el rei de Tripura (hindú) i el rei budista d'Arakan. En data desconeguda entre el segle xiii i el XVI fou conquerit pels musulmans.
El 1513 Dhanya Manikya de Tripura va ocupar Chittagong però el rei musulmà de Bengala la va recuperar el 1514. El 1538 el virrei portuguès de Goa va enviar un delegat al rei afganès de Bengala i el delegat va desembarcar a Chittagong i d'allí va anar a la capital Gaur. El rei sospitava dels portuguesos i en va detenir a 13, i en revenja els lusitans al cap d'uns mesos van incendiar Chittagong.
El 1538 el rei d'Arakan va deixar de pagar el tribut a Bengala (que ara havia caigut en mans de l'afganès Sher Shah Suri) aprofitant les lluites entre el governador de la dinastia dels Hussain Shah de Bengala, el general Nogazil (al servei de Sher Shah), i el governador enviat per l'emperador mogol Humayun. Les forces de l'emperador Humayun van entrar a Chittagong el 1540 i van ocupar Bengala oriental, i el governador afganès va fugir a Tripura, on el rei Bijoymanik li va concedir asil i suport. Tripura va ocupar Chittagong poc després i la va deixar en mans del general afganes Muhammad Khan Sur, qui es va proclamar allí independent el 1554.
El 1580 Amar Manikya, rei de Tripura, va conquerir Chittagong. El 1582 els arakanesos van conquerir Chittagong expulsant a la guarnició de Tripura, i la regió va esdevenir una província tributària. El 1616 les forces de l'emperador mogol van intentar conquerir Chittagong, però Arakan va rebutjar l'atac. El rei Salim Shah II va morir el 1638 i el va succeir el seu fill Meng Sani, que fou ràpidament assassinat i el tron fou usurpat pel budista Narapati (rebesnet del rei Tathasa). Matak Rai (Kamal Shah), germà de Meng Sani, va conservar el control del territori de Chittagong del que era governador, i es va proclamar independent i feudatari de l'Imperi Mogol, però Narapati va conquerir la ciutat al cap de poc temps. En endavant els atacs dels pirates arakanesos (els maghs) sovint ajudats per aventurers portuguesos, cap al sud de Bengala, foren constants. Un segle després tota la regió afectada pels atacs dels pirates havia quedat deserta, en part per l'acció d'aquestos i en part pel canvi del curs dels rius del delta.
El 1665 els soldats de l'emperador Moghul, dirigits per Husain Beg i Buzurg Umed Khan, per acabar amb els pirates, van atacar Chittagong que fou finalment conquerida el 26 de gener de 1666. Els portuguesos van acceptar una oferta mogol de passar al seu servei i es van establir a Dhaka originant els firinghis nom que els indis donaven als portuguesos (els seus descendents encara hi viuen). La ciutat fou rebatejada Islamabad (Ciutat de la Fe).
El 1685 la Companyia Britànica de les Índies Orientals va enviar una expedició a Chittagong per resoldre diferències amb el nawab de Bengala; estava dirigida per l'almirall Nicholson que tenia ordes de conquerir Chittagong, però pels fets d'Hugli l'almirall mai va anar a la ciutat i va restar possessió de Bengala fins al 1760 quan Mir Kasim va cedir la ciutat, el districte i els de Bardwan i Midnapur. Un cònsol anglès fou designat per exercir el govern a Chittagong fins que es va establir el districte regular. En aquest temps es va produir una gran emigració de maghs que en part va causar la primera guerra anglobirmana (1824-1826) quan el virrei d'Arakan va enviar una força per forçar als emigrants i refugiats a retornar i es van produir diversos incidents fronterers que van culminar amb l'ocupació birmana de l'illa de Shahpuri, a la boca del riu Naf, que era possessió indiscutida britànica. En la guerra una força birmana de vuit mil homes va rodejar a un destacament britànic de 200 sipais a Ramu, a la frontera; el comandant birmà no va poder seguir per causa de les pluges que van deixar els camins intransitables, i quan va poder ja fou cridat pel govern de Birmània que havia estat derrotat a la guerra.
El 1857 es van revoltar algunes companyies de sipais (18 de novembre), es van apoderar del tresor i van alliberar els presoners, matant a algun oficial, i es van dirigir després cap a l'estat de Tripura; però foren perseguits per britànics i les forces del raja i finalment detinguts per aquest i entregats als britànics.

## Superfície i població del districte britànic
La superfície va canviar lleugerament durant els anys per diversos canvis. El 1881 era de 6454 km² i la població:
- 1872: 1.127.402
- 1881: 1.132.341
- 1891: 1.290.167
- 1901: 1.353.250

La capital era Chittagong i estava constituït per dues subdivisions:
- Chittagong
- Basar de Cox